# Веймар (станция)
|  |

|  |  |  |

|  |  |  |

|  |  |  |

|  |  |  |

|  |

|  |  |  |

|  |  |  |

|  |  |  |

| Соединительная линия  |
| к посту Галле-Планена |

|  |

|  |  |  |

|  |

|  |

|  |

|  |

|  |  |  |

|  |

|  |  |  |

|  |

|  |  |  |

|  |

|  |

|  |  |  |

|  |

|  |  |  |

|  |  |  |

| бывш. подъездной путь к угольным     |
| шахтам в Райхардтсвербене (разобран) |

|  |

|  |

|  |  |  |

|  |

|  |

|  |

|  |  |  |

|  |

|  |  |  |

|  |

|  |

|  |

|  |

|  |

|  |

|  |

|  |  |  |

|  |

| Саксония-Анхальт |
| Тюрингия         |

|  |  |  |

| Соединительная линия     |
| к посту Гросхеринген-Ghs |

|  |

|  |  |  |

|  |

|  |

|  |

|  |

|  |

|  |

|  |

|  |

|  |

|  |  |  |

|  |  |  |

|  |

|  |  |  |

|  |

|  |

|  |  |  |

|  |

|  |

|  |  |  |

| Соединительная линия             |
| к посту Эрфурт-Лейпцигер-штрассе |

|  |

| Туннель Шмитдштедтских ворот |
| (ликвидирован в 1874 г.)     |

|  |  |  |

|  |

|  |

| Туннель Готского тет-де-пона |
| ((ликвидирован в 1891 г.)    |

|  |

|  |

|  |  |  |

|  |

|  |

|  |

|  |

|  |

|  |  |  |

|  |

|  |

|  |  |  |

|  |

| ручей Вильдер Грабен       |
| Федеральная автодорога 247 |

|  |

|  |  |  |

|  |  |

|  |  |

|  |  |

|  |  |

|  |  |  |

|  |

|  |

|  |

|  |

|  |

|  |

|  |

|  |  |  |

|  |

|  |  |  |

|  |

|  |

|  |

| эксплуатируют «Опель и»     |
| Железная дорога Хёрзельталя |

|  |

|  |

|  |

|  |  |  |

|  |

|  |  |  |

| Тюрингия |
| Гессен   |

|  |  |  |

|  |  |  |

|  |  |  |

| Гессен   |
| Тюрингия |

|  |  |  |

|  |

|  |

|  |  |  |

|  |

| Тюрингия |
| Гессен   |

|  |

|  |

|  |

|  |  |  |

| Гессен   |
| Тюрингия |

|  |  |  |

| Тюрингия |
| Гессен   |

|  |

|  |  |

|  |  |

|  |  |  |  |

|  |  |

|  |

|  |

|  |  |  |

|  |

|  |  |  |

|  |  |  |

|  |

|  |  |  |

|  |

|  |  |

|  |  |  |  |

|  |  |

|  |  |  |  |

|  |  |

|  |  |

|  |  |

|  |  |

|  |  |

|  |  |

|  |  |

|  |  |

|  |  |

|  |  |  |  |

| бывший электрифицированный подъездной путь к           |
| цементному заводу в Бад-Берке (разобран после 1994 г.) |

|  |  |

|  |  |

|  |  |

|  |  |

| 17,263 |
| 0,000  |

|  |  |

|  |  |

|  |  |

|  |  |

|  |  |

|  |  |

Веймар (нем. Bahnhof Weimar) — железнодорожная станция в городе Веймар в федеральной земле Тюрингия в Германии. Находится в 21,3 км от Эрфурта и в 132,1 км от Лейпцига.
Согласно классификации Deutsche Bahn AG относится к станциям категории 3. В 2005 году признана «Станцией года». Вокзал станции Веймар имеет статус «Вокзала культуры».

## Расположение
Расположена на линии Галле — Бебра («Тюрингской линии»), между платформой Османштедт и платформой Хопфгартен.
Находится в центральной части города, в 1 километре от исторического центра Веймара. Расположена в северном конце аллеи Карла-Августа, на пересечении её с улицей Шопенгауэр-штрассе.
Станция Веймар является главным железнодорожным вокзалом города (кроме него, в Веймаре имееются также станция Веймар-Беркский и пять платформ: Обервеймар, Веймар-Западный, Нора (Веймар), Хольцдорф и Легефельд, а также платформа Обергрунштедт, которая не находится на территории Веймара, но относится к той же тарифной зоне). Название «Веймар-Главный» («Weimar-Hauptbahnhof») часто встречается на уличных указателях и на маршрутных табличках городского транспорта, тем не менее официальное название станции просто «Веймар» («Bahnhof Weimar»).

## История
Станция Веймар была построена в 1846 году Тюрингской железнодорожной компанией (ThE) как конечнная станция второй очереди Тюрингской железной дороги, идущей из Галле в южном и далее в западном направлении до Бебры. Первая очередь дороги, от Галле до Вайсенфельса, была открыта 20 июня 1846 года, вторая очередь, от Вайсенфельса до Веймара, длиной 55 км — 19 декабря 1846 года. В этот день первый поезд пришел на станцию Веймар, эта дата считается датой открытия станции.
Между тем Тюрингская дорога продвигалась дальше на запад. 1 апреля 1847 г. вступила в строй её 3-я очередь — участок протяженностью 21,31 км до Эрфурта. Станция Веймар из тупиковой стала промежуточной.
Участок Эрфурт — Эйзенах был открыт 24 июня 1847 года, 25 сентября 1849 года Тюрингская железная дорога начала функционировать в своем полном протяжении, до Бебры.

### Первый вокзал
Первый вокзал станции Веймар ThE возвела в 1845—1846 гг. по проекту Августа Монса в стиле позднего классицизма. Представлял он из себя оштукатуренное трехобъемное здание, центральный трехэтажный корпус, увенчанный треугольным фронтоном, заметно выдавался вперед, фланкирующие его отступающие назад два боковых корпуса имели два с половиной этажа. Боковые корпуса были обрамлены одноэтажными галереями с балконами. Вокзал был построен сбоку от главного пути, поскольку предполагалось, что изначально тупиковая станция станет проходной. Примыкающая к вокзалу боковая платформа была покрыта чугунным навесом.
На первом этаже вокзала располагались залы ожидания трех классов, билетные кассы, багажная службы, вокзальный ресторан, почта, полицейский участок, а также станционные служебные помещения. На верхних этажах находились квартиры для служащих станции.
В 1876/77 г. компанией ThE (Тюрингской железнодорожной компанией) вокзал был расширен, были пристроены боковые флигеля, соединенные галереями с главным корпусом, расширены залы ожидания и ресторан, построен отдельный зал для Великого герцога, также добавились дополнительные служебные помещения, в том числе для службы обработки багажа и почты, с погрузочной рампой.
В начале XX века старый вокзал стал мал для большого пассажиропотока, строительство нового вокзала, с одновременным сносом старого, началось в 1914 году. На время строительства нового вокзала кассы, залы ожидания и телеграф пришлось перенести во временное деревянное здание, возведенное к западу от старого вокзала.

### Развитие станции Веймар до Первой мировой войны
Вместе с вокзалом на станции Веймар в 1846 году были построены пакгаузы, локомотивное и вагонное депо. Система станционных путей с самого начала была достаточно разветвленной, на станции велась интенсивная маневровая работа. Погрузо-разгрузочные операции товарных вагонов велись на главных путях, с которых они переводились на боковые пути при прохождении пассажирских или транзитных товарных поездов, после прохождения которых грузовые вагоны возвращались обратно на главные пути станции. Такая организация была в то время принята и на других станциях Тюрингской железнодорожной компании.
В 1876 году на станции было построено новое большое совмещенное паровозно-вагонное депо, а также водопроводная станция с высокой водонапорной башней, для улучшения заправки паровозов водой.
С 1876 года станция становится узловой. 29 июля 1876 года началось движение по линии Веймар — Гера через Йену, 26 июня 1877 г. открылось движение по узкоколейной железной дороге, общей протяженностью 54 км, до Растенберга и Гросрудештедта, а 15 мая 1887 г. стартовали пассажирские перевозки по 25-километровой линии Веймар — Кранихфельд, с ответвлением Бад-Берка — Бланкенхайн (грузовые перевозки по ней начались 24 сентября 1887 года).
Впрочем, в течение первых 20 лет станция Веймар полноценным железнодорожным узлом не была: каждая линия управлялась своей железнодорожной компанией и имела свое независимое путевое развитие и станционные постройки (не говоря уж обо обособленной узкоколейной дороге Веймар — Растенберг/Гросрудештедта). Так, станция Веймар и линия Галле — Бебра управлялась Тюрингской железнодорожной компанией (ThE), а линия до Геры — «Железнодорожной компанией Веймар — Гера» (WGEG), которая построила свою станцию, с вокзалом и пассажирской платформой к востоку от вокзала и платформ станции ThE. А линия Веймар — Кранихфельд управлялась, соответственно, «Железнодорожной компанией Веймар — Берка — Бланкенхайн» (WBBE), и имело пассажирскую платформу к западу от вокзала ThE. Своего вокзального здания WBBE на станции Веймар не имела, поскольку её главными станциями в Веймаре были Веймар-Беркский и Веймар-Эрфуртские ворота. Более того, пути к платформе WBBE были проложены непосредственно по мостовой Шопенгауэр-штрассе, без обособленной железнодорожной насыпи.
Лишь в 1890 году линия WBBE от станции Веймар-Беркский до станции Веймар получила отдельную насыпь и была полноценно подключена к станции ВЕймар. Это случилось после приобретения «Железнодорожной компании Веймар — Берка — Бланкенхайм» государственной компанией Пруссии — компанией «Прусские железные дороги». Четырьмя годами раньше, в 1886 году, Прусское государство приобрела «Тюрингскую железнодорожную компанию», а в 1895 году — «Железнодорожную компанию Веймар — Гера». Станция Веймар стала единым полноценным железнодорожным узлом.

### Новый вокзал
Уже в начале XX века старый вокзал станции Веймар перестал справляться с увеличившимся пассажиропотоком. В 1908 году начались работы по проектированию нового здания вокзала, которое начали строить в 1914 году. Из-за Первой мировой войны в 1916 году было прервано, возобновлено после окончания войны в 1918 году и окончено в 1921 году.
Новый вокзал представлял собой стройное здание со строгой классицистической архитектурой, состоявшем из трех объёмов — высокого центрального корпуса, который фланкируют два длинных боковых двухэтажных флигеля. Все корпуса покрыты вальмовыми крышами. Здание отвечало современным на тот момент требованиям к железнодорожному вокзалу. С привокзальной площади пассажиры могли, не поднимаясь по ступеням, попасть во впечатляющий своим объёмом и высотой, залитый светом центральный операционный зал. В нём находились билетные и багажные кассы, табло с расписанием поездов и прочей информацией, а также торговые точки. В вокзале были просторные залы ожидания и ресторан, туалеты, к островным платформам станции можно было попасть по подземному пассажирскому туннелю. Следует отметить, что число жилых помещений для железнодорожников по сравнению со старым вокзалом было существенно сокращено в пользу функциональности здания.
Здание вокзала было повреждено во время Вторая мировой войны: 27 мая 1943 года в него попали авиационные бомбы. К счастью, повреждения оказались незначительными, и после 1945 года вокзал был восстановлен в первоначальном виде.

### Станция Веймар в годы Второй мировой войны
Станция Веймар в годы Второй мировой войны получила печальную известность тем, что именно сюда прибывали те, кому предстояло стать узниками концентрационного лагеря Бухенвальд. Более 250 000 человек прошли скорбный путь от станции до концлагеря, для более чем 56 000 человек он оказался последним.
Первоначально узников со станции в концлагерь доставляли на автотранспорте, но в 1942 году Германия стала испытывать дефицит бензина, поэтому силами заключенных в 1943 году была построена железная дорога Веймар — Бухенвальд, по которой возили заключенных в лагерь вплоть до весны 1945 года.
После окончания войны эта линия постепенно теряла свое значение, и стала поэтапно закрываться, начиная с 1953 года. В настоящее время она практически полностью демонтирована.

## Современный этап
После окончания Второй мировой войны Веймар оказался в Советской зоне оккупации Германии, а с 1949 года — в составе Германской Демократической Республики (ГДР).
Во время ГДР станция продолжала развиваться. 24 сентября 1967 года по станции, в рамках электрификация участка Наумбург (Зале)-Главный — Эрфурт-Главный, началось движение электровозов и электропоездов. В 1977 году был проведен ремонт здания вокзала. В летнем сезоне 1989 года станция Веймар заняла 5- место в сети государственной железнодорожной компании ГДР Deutsche Reichsbahn, с регулярным прибытием и отправлением 116 пар поездов дальнего следования в сутки.

## Пассажирское сообщение по станции
В настоящее время поездов InterCity через Веймар следует всего три пары в сутки, а Intercity-Express (ICE) — всего один, по маршруту Мюнхен-Главный — Берлин-Главный. Между тем ещё в 2015 году экспрессов (ICE) различных маршрутов в Веймаре останавливались раз в два часа. Однако после открытия ВСМ Эрфурт — Лейпциг/Галле скоростные поезда пошли мимо Веймара. Поэтому сейчас станция Веймар обслуживается в основном региональными и местными поездами, многие из которых начинают в Веймаре свой маршрут.

## «Станция года»
В 2005 году станция Веймар была признана «Станцией года». Данная награда с 2004 года присуждается германским «Альянсом за железнодорожный транспорт» — как сказано на официальном сайте Fльянса, «железнодорожным станциям, предлагающим пассажирам всесторонний комфорт, что включает в себя широкий спектр услуг, четкую систему информации для клиентов, удобную связь с местным общественным транспортом и уютную атмосферу, которая приглашает вас задержаться». Награда присуждается в нескольких номинациях: среди станций, расположенных в малых городах, с численностью населения менее 100000 человек (к каковым относится Веймар), среди станций в больших городах, а с 2012 года и среди станций, расположенных в местах, привлекательных для туризма.
Вот как на официальном сайте Альянса характеризуется станция Веймар — победитель в 2005 году: «Эта станция до сих пор достойно представляет город поэтов и мыслителей… Нарядное здание вокзала, его исторический кессонированный потолок, изысканная привокзальная площадь… На фоне исторической значимости текущий сервис на высшем уровне. Под крышей неоклассицистического здания, добросовестно отреставрированного в 1998 году, работает даже парикмахерская. Благодаря таким станциям девиз „Иметь машину — ездить поездом“ станет классикой транспортной политики»…

## «Вокзал культуры»
Вокзал станции Веймар имеет статус «Вокзала культуры». Данный статус с середины 1990-х гг. Deutsche Bahn AG присваивает вокзальным зданиям, не используемым или используемым в малой степени для обслуживания пассажиров или станционной работы и имеющим свободные помещения — если эти помещения используются для культурных мероприятий: театральных представлений, концертов, киносеансов, выставок, дискотек и т. п., Станционные помещения могут предоставляться, например, библиотекам, театрам, художникам, скульпторам, дизайнерам для использования в качестве своих студий.
В западном крыле здании вокзала станции Веймар, в помещениях, которые раньше занимала станционная СЦБ, размещается «Юношеский СЦБ - театр», получивший название от прежнего назначения помещений, которые он занимает с 2002 года. В них размещены зрительский зал на 80 мест, фойе с баром, репетиционный зал, хранилище для костюмов, декораций бутафории и реквизита, выставочный зал, где представлена коллекция театральных костюмов, офисы театра. Кроме своего зрительного зала, театр дает представления также в главном зале вокзала и на привокзальной площади.